# Artère supra-rénale supérieure
L'artère supra-rénale supérieure (ou artère surrénale supérieure ou artère capsulaire supérieure) est une des artères surrénales situées dans l'abdomen.

## Origine
L'artère supra-rénale supérieure est une branche de l'artère phrénique inférieure. Elle peut être multiple.

## Trajet
L'artère supra-rénale supérieure se dirige vers la partie supérieure des glandes surrénales sur la face inférieure du diaphragme. L'artère droite passe derrière la veine cave inférieure et la gauche passe derrière le pancréas et la veine splénique.

## Terminaison
L'artère supra-rénale supérieure pénètre la capsule surrénale et se ramifie dans la couche externe de la glande.
Elle forme des anastomoses avec les autres artères surrénales formant un réseau artériel autour de la glande.

## Zone de vascularisation
L'artère supra-rénale supérieure vascularise les glandes surrénales.

## Aspect clinique
L'artère surrénale supérieure peut être évaluée à l'aide d'une échographie Doppler.
Elle est un point de vigilance lors des chirurgies surrénaliennes.